# Xenonauts

Xenonauts — покроково тактична та науково фантастична відеогра, яку розробила та видала незалежна лондонська студія Goldhawk Interactive. Натхненний грою 1994 року X-Com: UFO Defense, ігровий процес дозволяє гравцю взяти роль командира таємничої організації, знаної як Ксенонавти, і спробувати завдати поразки інопланетному вторгненню на Землю в альтернативній історії у 1979 році. Реліз гри відбувся на Microsoft Windows 17 червня 2014 року. Спочатку портування на Mac OS X та Linux базувалося на шарі сумісності Wine, доки рідні порти не стали доступними у вересні 2015 року.

## Ігровий процес
Гра використовує основні механіки ранніх ігор X-COM, як-от глобальний авіаконтроль у реальному часі, стратегічне управління, дослідження та складові гри, пов'язані з наземним боєм, де гравець контролює загоном солдатів і транспортом проти сил інопланетян. Солдати можуть розвивати свої властивості завдяки бойовому досвіду. Уся місцевість на мапі наземного бою піддається знищенню.
Розробники акцентують увагу на покращенні оригінальної моделі X-COM, включаючи наступне:
- Покращена модель авіабою (у реальному часі з режимом паузи), що дозволяє піднімати у повітря до трьох літаків/НЛО за кожну сторону.
- Опція збереження наборів спорядження солдата між місіями, і здатністю змінювати набори зброї наземного транспорту.
- Початкову позицію піхотинця й транспорту можна впорядкувати всередині транспортника (на початку транспортний гелікоптер).
- Включає систему спрямованого укриття в наземному бою.
- Дружні місцеві військові та правоохоронці НІП, присутні у наземному бою.
- Альтернативні умови перемоги місії для наземного бою (окрім простої ліквідації усіх сил інопланетян).

## Сюжет
В альтернативній історії у 1958 році, НЛО інопланетян увійшло в атмосферу Землі над Ісландією й одразу зав'язало бій із літаками, які вилетіли на перехоплення. Сполучені Штати та Радянський Союз використовували термоядерні ракети, аби збити НЛО, які потім самознищувалися. Уряди світу усвідомлювали, що ворожа міжзоряна раса інопланетян — занадто велика для будь-кого з них поодинці, тому ксенонавтів створили для протидіяння інопланетній загрозі, якщо ті колись повернуться.
У листопаді 1979 року чималий флот інопланетян прибув на орбіту. Спочатку лише найменші НЛО могли літати в атмосфері Землі, але інопланетяни швидко модифікували свої кораблі, щоб дозволити вторгатися великим кораблям. Інопланетяни атакували військові та цивільні цілі, намагаючись посіяти паніку та дестабілізувати обороноздатність Землі. Поки ксенонавти успішно збивали та досліджували кораблі інопланетян, зброю та їхню біологію, сили інопланетян на орбіті, здавалося, були нескінченні.
Вивчення біології інопланетян показало, що вони вкрай ієрархічні, а найнижчі за рангом є безмозкі раби. Тільки вищі за рангом «Претори» насправді мають свободу волі. Ксенонавти реалізували двосторонній план для поборення вторгнення інопланетян — вони розробили та активували гіперпросторове заборонне поле, яке запобігало силам інопланетян прибувати на Землю, потім проникли в головний корабель інопланетян і ліквідувати Верховного Претора та знешкодили всю флотилію інопланетян над Землею.

## Розробка
Розробка Xenonauts розпочалася у 2009 році. На гру сильно вплинула серія X-COM, але вищезгадана команда розробників зазначила, що це ні ремейк, ні клон, а радше «переуявлення». Її реалізували як «планетарний оборонний симулятор» часів холодної війни та як прямого конкурента гри The Bureau: XCOM Declassified від 2K Marin, яка у свій час відштовхнула багатьох фанів через її ігровий процес на базі шутера від першої особи.
У листопаді 2010 року проєкт запустив оновлений вебсайт, анонсувавши відкриття передзамовлень. Переваги передзамовлення включали ранній бета-доступ, а також цінову знижку. Тимчасовою датою релізу була осінь 2012 року. Реліз відкритої демо-версії відбувся 8 травня 2012 року. Проєкту Kickstarter вдалося зібрати на гру загалом $154,715 від 4,668 користувачів.
Xenonauts для Windows дійшла до бети та була запущена у ранньому доступі Steam у червні 2013 року. Повноцінна дата релізу відбулася того ж року у вересні 2013 року, хоча розробники зазначили, що назва може бути відкладена до початку 2014 року, якщо знадобиться додаткова робота. Реліз відбувся 17 червня 2014 року.
У 2015 році Goldhawk Interactive натякнули, що вони проєктують і розробляють сиквел. У лютому 2016 року було офіційно анонсовано Xenonauts 2. Гру розробляли на ігровому рушії Unity, використовуючи 3D-графіку. Як і з оригінальної грою, розробники анонсували плани по запуску гри на етапі раннього доступу.

## Сприйняття
Загалом Xenonauts отримали задовільні відгуки від критиків, отримавши оцінку 85 % від PC Gamer, і 77 % на Metacritic на основі 21 рецензій.

## Видання спільноти
Незабаром після релізу стабільної версії, Goldhawk Interactive надала вибраним членам спільноти доступ до початкового коду. Це призвело до появи ігрового видання, створеного спільнотою на базі платформи Windows під назвою Xenonauts: Community Edition, що продовжило розвиток незалежної гілки гри, додаючи новий вміст і виправляючи баги. Версія Xenonauts 1.5 включила велику кількість цих змін. Попри те, що версія гри від Goldhawk станом на лютий 2017 року перебувала в режимі утримання, «Видання спільноти» продовжувало оновляти гру з найновішим релізом у травні 2020 року. У липні 2023 року відбувся реліз сиквелу у стадії демо під назвою Xenonauts 2.

## Список посилань
1. ↑  Good Old Games — 2008.
2. ↑  Humble Store
3. ↑  Xenonauts Finally Released!. xenonauts.com. Архів оригіналу за 14 липня 2014. Процитовано 18 червня 2014. [Архівовано 2014-07-14 у Wayback Machine.]
4. ↑  Game Overview | Xenonauts official site. Xenonauts.com. 1 жовтня 1979. Архів оригіналу за 4 жовтня 2016. Процитовано 24 серпня 2013. [Архівовано 2016-10-04 у Wayback Machine.]
5. ↑  Xenonauts FAQ. Xenonauts.com. Архів оригіналу за 21 серпня 2016. Процитовано 9 червня 2012. [Архівовано 2016-08-21 у Wayback Machine.]
6. ↑  Group Announcements :: Xenonauts. Steam Community. 29 вересня 2015. Процитовано 1 серпня 2016.
7. ↑  Goldhawk Interactive (10 травня 2011). Xenonauts Dev Diary 1. PC Gamer. Процитовано 1 серпня 2016.
8. ↑  Meer, Alec (16 листопада 2010). X-Communicated: The Xenonauts Interview. Rock Paper Shotgun. Процитовано 1 серпня 2016.
9. ↑  Xenonauts @ Taktikzone. Taktikzone.de. Процитовано 1 серпня 2016.
10. ↑  Plunkett, Luke (16 квітня 2010). Another New "X-Com" Game, And It's Not A Shooter. Kotaku.com. Процитовано 1 серпня 2016.
11. ↑  Andrew Yoon. Xenonauts capitalizes on XCOM rage. Joystiq.com. Процитовано 1 серпня 2016.
12. ↑  Alec Meer (16 квітня 2010). Xenonauts: The X-COM Anti-Apocalypse?. Rock Paper Shotgun. Процитовано 1 серпня 2016.
13. ↑  Chris Faylor (16 квітня 2010). X-Com 'Re-Imagined' as Xenonauts by Indie Dev. Shacknews.com. Процитовано 1 серпня 2016.
14. ↑  Official torrent file of the demo version. Архів оригіналу за 25 вересня 2013. Процитовано 24 серпня 2013. [Архівовано 2013-09-25 у Wayback Machine.]
15. ↑  Xenonauts by Goldhawk Interactive — Kickstarter. Kickstarter.com. Процитовано 24 серпня 2013.
16. ↑  Indie X-Com remake Xenonauts launches for Steam Early Access. Polygon. 1 червня 2013. Процитовано 15 листопада 2013.
17. ↑  V19 Stable Released! | Xenonauts – Strategic Planetary Defence Simulator. Xenonauts.com. Архів оригіналу за 24 вересня 2013. Процитовано 15 листопада 2013.
18. ↑  Webber, Jordan Erica (30 вересня 2015). Xenonauts 2 is being prototyped right now. PC Gamer. Future plc. Процитовано 2 жовтня 2015.
19. ↑  Chalk, Andy (3 лютого 2016). Xenonauts 2 is officially confirmed. PC Gamer. Future. Процитовано 3 лютого 2016.
20. ↑  Birnbaum, Ian (20 червня 2014). Xenonauts review. PC Gamer. Процитовано 1 серпня 2016.
21. ↑  Xenonauts. Metacritic. Процитовано 29 липня 2018.
22. ↑  Community Coder Program!. Goldhawkinteractive.com. 25 червня 2014. Процитовано 9 липня 2015.
23. ↑  What is Xenonauts: Community Edition & how do I get it?. Goldhawkinteractive.com. 15 серпня 2014. Процитовано 9 липня 2015.
24. ↑  Xenonauts: Community Edition 0.35. Goldhawkinteractive.com. 4 червня 2018. Процитовано 4 серпня 2021.
25. ↑  Xenounauts 2 Steam page. Goldhaawkinteractive.com.